# La muerte silba un blues
La muerte silba un blues es un libro de cuentos de la escritora ecuatoriana Gabriela Alemán, publicado por primera vez en 2014 por la editorial Penguin Random House. El libro está compuesto por diez historias y fue inspirado por la obra fílmica del director español Jesús Franco, con cada uno de los cuentos llevando el nombre de uno de sus filmes.

## Estilo y temáticas
Los cuentos incluidos se enmarcan en los géneros fantástico, ciencia ficción, terror y policiaco. De acuerdo a la autora, la temática principal de la obra es el sentimiento de pérdida.
Para la escritura de los cuentos, Alemán se propuso utilizar el estilo de rodaje de Jesús Franco en que el director grababa varias películas de forma simultánea con los mismos actores, quienes a veces desconocían este hecho. De este modo, varios personajes reaparecen a lo largo de los relatos de La muerte silba un blues, algunos en diferentes etapas de sus vidas, otros presenciando hechos desde una perspectiva distinta.
De las historias destaca El extraño viaje, relato que abre el libro, y en el que Alemán recrea lo ocurrido en Quito el 12 de febrero de 1949, cuando Radio Quito decidió realizar una versión ecuatoriana de la transmisión de La guerra de los mundos, que años atrás había realizado Orson Welles. El caos generado en la ciudad por los radioescuchas que creyeron que se trataba de una invasión alienígena real llevó a la quema del edificio de diario El Comercio y a la muerte de seis personas.

## Contenido
El libro incluye los siguientes cuentos:
- El extraño viaje
- La muerte silva un blues
- Beautiful but dangerous
- El diabólico Dr. Z.
- Fu Manchú y el beso de la muerte
- Succubus
- Labios rojos
- Venus in furs
- Eugenie
- Al otro lado del espejo

## Recepción
El escritor peruano Fernando Iwasaki alabó la obra, calificándola como "un fabuloso libro de cuentos" y de haber "abierto una puerta hacia un universo donde los diálogos, homenajes, parodias y recreaciones podrían conquistar un nuevo territorio para los amantes del cine y la literatura". Entre los relatos resaltó Beautiful but dangerous, en particular por los paisajes que describe y las reflexiones de la protagonista sobre la soledad y la identidad.
También fue elogiado por los escritores Santiago Gamboa, quien aseveró que el libro ratificaba a Alemán como "una de las voces más originales y talentosas de la literatura latinoamericana del siglo XXI", y Alberto Barrera Tyszka, quien destacó la maestría de Alemán para construir los relatos y el tono de su prosa, en particular para recrear voces femeninas.
El libro obtuvo el Premio Joaquín Gallegos Lara al mejor libro de cuentos publicado en 2014 y fue finalista del Premio Hispanoamericano de Cuento Gabriel García Márquez, de entre 136 libros participantes.